# Bertil Lundberg

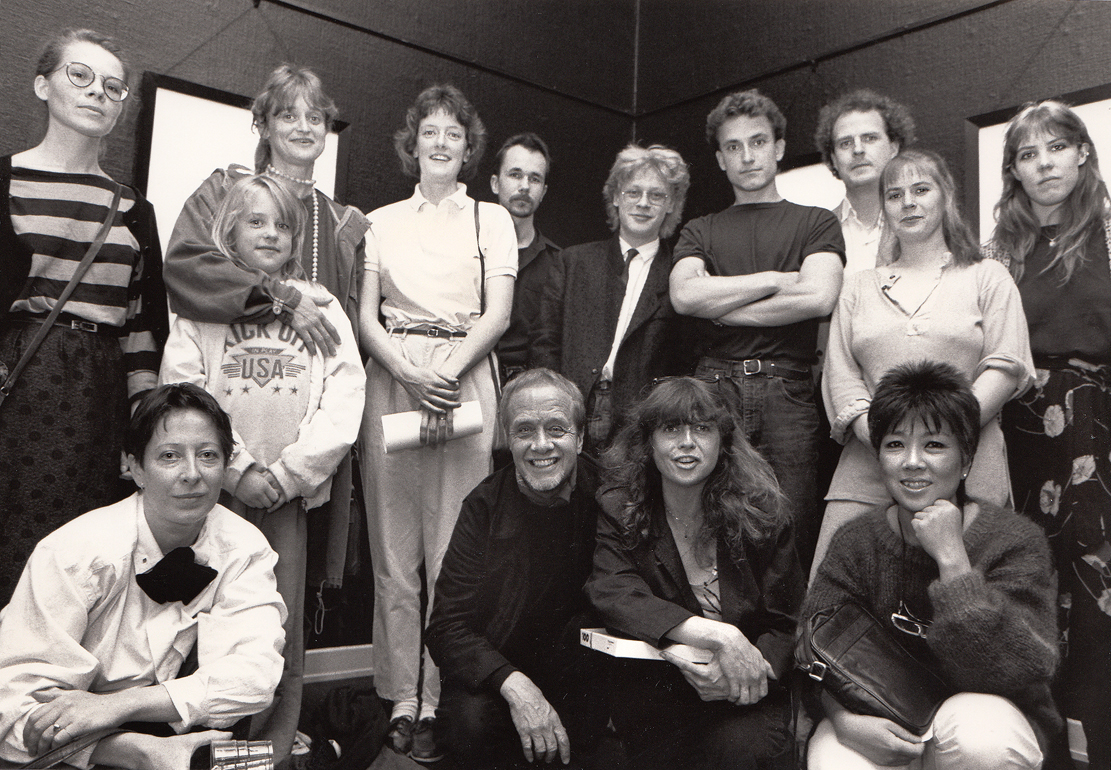
Grafikskolan Forum inför en utställning på Malmö Museum 1987
Stående fr v Johanna Liedes, Ann Pontén, Antje Nilsson, Roger Forslund, Magnus Lundh, Håkan Berg, Arnold Hagström, Maria Olausson, Ann-Britt Gyllin. Sittande fr v Krystyna Pietrowska, Bertil Lundberg, Ingela Blomquist och Minako Masui.

Klas Bertil Lundberg, född 16 december 1922 i Lund, Skåne, död 3 februari 2000 i Malmö Sankt Petri församling, var en svensk konstnär och grafiker. Han var gift med konstnären Lizzie Lundberg.
Lundberg fick sin utbildning vid Skånska målarskolan och i Paris. Han var en av de verkligt stora konstgrafikerna i Sverige. ABF startade Målarskolan Forum i Malmö, och Lundberg blev 1964 lärare för dess grafikutbildning som fick namnet Grafikskolan Forum.
Han var verksam som lärare till slutet av 1980-talet. Under hans tid kom Grafikskolan att utvecklas till en konsthögskola med statligt stöd som sedermera kom att ingå Konsthögskolan i Malmö. Många idag verksamma grafiker har haft Lundberg som läromästare.
Lundberg är representerad på bland annat Moderna museet i Stockholm, konstmuseerna i Göteborg[källa behövs], Kalmar konstmuseum, Malmö konstmuseum, Statens Museum for Kunst i Köpenhamn, Franska Kulturinstitutet i Köpenhamn, Musée d'Art Moderne i Alger och Biblioteca National José Marti i Havanna. 
Han tilldelades 1984 professors namn. Bertil Lundberg är gravsatt i minneslunden på Limhamns kyrkogård i Malmö.